# Gómez (plaats)
Gómez is een gemeente in de Venezolaanse staat Nueva Esparta. De gemeente telt 36.500 inwoners. De hoofdplaats is Santa Ana.